# Zigera eupsema
Zigera eupsema là một loài bướm đêm trong họ Noctuidae.